# 黄金勇者ゴルドラン
『黄金勇者ゴルドラン』（おうごんゆうしゃゴルドラン、The Brave of Gold Goldran）は、1995年2月4日から1996年1月27日まで、テレビ朝日系列で毎週土曜17:00 - 17:30（JST）に全48話が放送された、名古屋テレビ・サンライズ制作のSFロボットアニメ作品。

## 概要
『勇者シリーズ』の第6作目。番組タイトルについては、商標出願の際に「ゴルドラン」のみでは類似のものがあって取得できなかったことから、肩タイトルである「黄金勇者」も含める形で出願されたという経緯があり、その都合上タイトルロゴも他のシリーズ作品とは異なり、肩タイトルも含めて横一列に繋がる形とされている。また、企画書においては「黄金の勇者ゴルドラック」という仮タイトルも用いられており、こちらであれば商標を取れるとの話もあったものの、「ゴルドラック」という名称が既に『UFOロボ グレンダイザー』のフランス放送時のタイトルとして用いられていたことから見送りとされた。
シリーズ当初からの「少年とロボットのふれあい」という要素を踏襲しつつ、本作品ではさらに「冒険」「宝探し」というコンセプトも加味された、アドベンチャーものが志向された。前年より引き続いて監督を務めた高松信司は、本作品を「原点回帰」と位置づけており、いわゆるプリスクールの子供たちが見て面白い、単純に笑えて格好いいという方向性を目指していたという。また、前作『勇者警察ジェイデッカー』が若干ハードな話であったことを鑑み、本作品ではシリーズ構成の川崎ヒロユキとも話し合った上で気楽な冒険物をやろうと決め、小さい子どもたちに見てほしいというつもりで作品制作に当たっていたことを明かしている。一方で、舞台が宇宙へと移った物語中盤からは、スタッフの悪ノリもあって「何でもアリ」という展開ともなっており、こうした展開については高松も「軽いギャグタッチの作品を自由に作るというのは楽しかった」と後に振り返っている。
こうした「原点回帰」、それに前作の反省を踏まえた作品づくりは、超AIを搭載したロボットであった前2作に対し、超古代文明の生み出した者として位置付けられた勇者たちの設定や、「おもちゃに優しいアニメ」というキャッチフレーズのもと勇者たちのプロポーションや、変形・合体バンクも出来る限り玩具の機構に近づけた演出面など、作品の随所に表れている。このうち後者に関しては、アニメ向けのアレンジ・デフォルメが前作の時点で行き着くところまで行ったことも要因の一つとして挙げられる他、企画開始の段階でアニメ制作を担当するサンライズが、メインスポンサーのタカラの競合他社に当たるバンダイ傘下のグループ企業となっていたこと、そしてそれに伴っての議論の末に本作品の企画が一旦ストップしたことも少なからず影響を与えている。最終的にタカラから企画継続のゴーサインは出たものの、その時点ですでに玩具が出来上がっている状態であったことから、アニメ制作と商品開発とが並行していたそれまでのシリーズ作品とは異なり、本作品では「こんな玩具があるから、これを使ってなにができるか」という、玩具からイメージをふくらませる流れで制作が進められた。後年、高松は本作品について、前述の経緯から一度はサンライズから離れたタカラが、「もう一度『勇者』を一緒に」と言ってくれたことに対しての「誠意」を示すべく、純粋に子供向けをやるという意思表示を企図した企画であったといい、また「多分例年通り企画から始めていたら、もっと違う作品になっていたのかも知れない」と前置きしつつ、自分の素で作った作品でもあるとしてすごく思い入れがあるとも述べている。
その一方で、主人公を3人組の少年とするなど、本作品ならではの新たなスタイルも模索された。全編を通して貫徹された、ギャグタッチな演出もその一環であり、高松も前述したように演出が玩具寄りになった分のしわ寄せがあったことを指摘しつつ、本作品について「作品を通じてカオス状態なのが面白い所」「おもちゃ箱をひっくり返したようなアニメ」と振り返っている。また、当初の敵キャラクターであったワルターが、物語中盤において主人公たちの仲間となり、さらにその弟であるシリアスとの兄弟間のドラマに主眼が置かれる物語終盤のストーリー展開なども含め、主人公たち以上の存在感を示していったところも注目すべき点の一つとして挙げられる。こうした展開は、「敵はあくまでも「ライバル」であり、最終的には友だちになれる」ことが作品としてのテーマに掲げられていたことによるところが大きく、ロボットものやバトルものとしての前提は踏まえつつも、「良い奴も悪い奴も仲良くすればいいじゃないか」という高松の考えを反映したものとなっている。また高松は、キャラクター的な重みや変化をワルターたちを始めとする敵役に振った感じもあるといい、主人公の子供たちはどこまでも子供として描こうと考えていたと後に語っている。
前述した企画段階での経緯や、それに伴う時間不足などもあってか、本作品は基本行き当たりばったりで制作していたと高松は証言しており、物語後半より新たに登場するキャプテンシャークの存在はその最たる例として挙げられる。これは本作品の玩具の売れ行き好調を受け、当初の玩具販売のスケジュールを変更して追加されたものであるが、過去作品の商品からの流用などでこうしたスケジュール変更に対応するようなケースとは異なり、主人公側の勇者が丸々1体増えるというケースは、アニメの制作スタッフにとっては大変なことであったようで、高松も最初にキャプテンシャークの追加を知らされた際には頭を抱えたという。前述の通り主人公たちの仲間となったワルターが、名前を隠してキャプテンシャークの主となるという展開も、こうした「行き当たりばったり」に因るところが大きいが、これについて高松はスケジュール変更が良く働いてくれたと評しており、同時に物語の展開における良いポイントとなったとも語っている。一方で、高松は最初に玩具を見たときに「SLといえばやっぱり『銀河鉄道999』だろう」と思い、オープニングのカット割りを『999』と同じにしたことや『宇宙戦艦ヤマト』の没案（後述）を使用したことなどから、「「冒険がテーマの作品」だったはずなのに、だんだん「放映してること自体が冒険」みたいな状況になって、ホントに訴えられるんじゃないかとヒヤヒヤしてましたね（笑）」とも語っている。
商品展開に関しては、変形合体を完全再現した玩具には勇者シリーズで初めて「DX」の表記が入った。列車や警察など、テーマ的な統一がなされていた前2作とは対照的に、本作品では動物や乗り物などといった、バラエティ豊かなモチーフが採用され、これに代わってメッキ加工による見た目での統一が図られた。ギミック面でも、ライト&サウンドギミックが導入されていた前2作に対し、それと同等のレベルでメインターゲットの子どもたちに喜んでもらえるものとして、ミサイルの連続発射ギミックがバリエーションを変えつつ、ほとんどのDX玩具に盛り込まれている。これは乗り物同士の合体や、ライト&サウンドギミックを踏襲するだけではどうしても作品に勢いがなくなってくるという判断によるもので、ミサイル発射ギミックは後にタカラが展開する『ビーストウォーズ 超生命体トランスフォーマー』にも活かされている。

## あらすじ
小学校6年生のタクヤ・カズキ・ダイは、元気がよすぎるイタズラ好きのワンパク3人組。
ある日3人は、不思議な宝石パワーストーンを手に入れその中には「勇者」と呼ばれるロボット・ドランが眠っており、同時にこの石が黄金郷・レジェンドラへ行くための鍵になるという。しかし、パワーストーンを狙って、ワルザック共和帝国の第1王子・ワルターが襲い掛かってくる。
復活の呪文によって甦ったドランとともに、世界中に散らばる8つのパワーストーンを探すレジェンドラへの冒険が始まった。

## 登場人物

### 主人公
原島 拓矢（）
声 - 南央美
通称「タクヤ」。小学6年生の少年。星座は射手座。一人称は「オイラ」。明るく元気で活発なお調子者。昔埋めていたタイムカプセルを掘り起こした際にドランのパワーストーンを発見。その際にワルターに襲撃されてしまい、咄嗟に悪知恵を働かせてワルターから勇者復活の合言葉を聞き出しドランを復活させた。このことによりパワーストーン探しの冒険をはじめることになる。ドランからバッジ型冒険アイテム「ゴルドシーバー」を託される。
TVゲームやプラモ作りが大好きな現代っ子だが、懐かし系のギャグが好きで時々口にする。パワーストーン探しもパワーストーンを名目に遊びや冒険のワクワクを優先していることがほとんど。涙を流す迫真の演技で大人を騙す、ゲーセンで鍛えた16連射などの特技を持つ。頓知も得意。
「テスト」という単語を聞いただけで発作を起こし×印を見て失神してしまう勉強嫌いだが、悪知恵はよく働き、自分たちの楽しみのためなら手段を選ばずな超がめつい性格。しかし根は素直で気配り上手でもあり、ドランたちに嘘をついて遊び回ってパワーストーン探しをサボったこともあったが、次第に申し訳なさが出てきたことで謝っている。そのお詫びとして勇者たちの体を洗っている。また、勇者たちがパワーストーンに戻ってしまった際には3人の中でただ一人大泣きしている。
8人の勇者が揃い、レジェンドラへの旅路でシリアスと戦いながら彼を見ているうち、彼に対しても旅の仲間だという不思議な仲間意識を持つようになり、さらにはこの関係を何とかしたいとまで思うようになる。時同じくしてレジェンドラ王が突然現れた際には、彼女にシリアスの心を善にしたいと頼みこんでおり、その頼みに応じて自分たちの前に召喚されたシリアスとサイバーデスギャリガンと、最後の試練として戦うことになる。そして勇者と心を1つにして黄金の力を引き出しシリアスを救出した。
レジェンドラの街並みのイメージは金ピカの黄金都市で3人ともイメージはバラバラだった。
- 当初のデザイン段階における仮称は「勇介」。服装は、後に高松が手掛ける『機動新世紀ガンダムX』のガロード・ランと似ているが、この件について高松は「（ガロードの髪型が『勇者警察ジェイデッカー』の主人公・友永勇太に似ていることも含めて）僕の好みのスタイルだったんでしょう」と回想している。

時村 和樹（）
声 - 森田千明
通称「カズキ」。小学6年生の少年。一人称は「オレ」。3人の中では一番大人びており、背が高くいちばんの秀才で遊びの前に宿題も済ませるタイプ。その知識を活かしてパワーストーン探しの情報収集なども遊びが優先の2人に比べて積極的に自分から行っている。ドランから「ゴルドライト」を託される。
シビアな発言が多いが、冒険に対する情熱は他の2人にも負けない。SF愛好家で、夢は自分の発明品を実用化することで、タイプカプセルにも小さい頃から書き溜めていた発明のアイデアを収めていた。クリスに好意を寄せたり、密かに村田和美のファンだったりするなど、美人でナイスバディな年上の女性が好み。最終的にタクヤたちと同様にシリアスを救いたいと思うようになり、みんなと心を1つにして黄金の力を引き出しシリアスを救出する。
レジェンドラの街並みのイメージは科学の発達した未来都市。
- 当初のデザイン段階では、こちらに「タクヤ」の仮称が付けられていた。

須賀沼 大（）
声 - 岡野浩介
通称「ダイ」。小学6年生の少年。一人称は「ボク」。スポーツを得意としており、少し太めでタクヤとカズキにはお人好しと言われているほど世話好きで優しく動物好き。ドランから「ゴルドスコープ」を託される。
夢見がちなロマンチストの面を持っており、お化けや怖いものは苦手。控え目で臆病な性格。他の2人と比較すると良心的で平和的解決を望む方で普段は抑え役に徹することが多いが、パワーストーン探しは重要としながらもタクヤに流されがちで遊びが優先気味。芯の強い面もあって一旦主張し出したことは2人が反対しても絶対に曲げない。
3人の中でもいちばん心優しい少年で特に動物に対する想いは誰よりも強い。その半面、優しすぎる故に動物に対して過保護過ぎる面もありカズキに指摘されたこともある。最終的にタクヤたちと同様にシリアスを救いたいと思うようになり、みんなと心を1つにして黄金の力を引き出しシリアスを救出する。
レジェンドラの街並みのイメージはメルヘンな神話の都市。
- 当初のデザイン段階でも、決定稿と同じ「大」の仮称とされている。

### ワルザック共和帝国
ワルター・ワルザック / イーター・イーザック
声 - 森川智之
タクヤら3人からは「悪太」と呼ばれる。20歳。一人称は「私」。ワルザック共和帝国の第一王子で、同国の駐日大使でもある。好きな食べ物はチョコレート、納豆、イチゴ、納豆アイスストロベリー味。文武両道、容姿端麗の貴公子を自称し世界的映画監督の肩書きも持つが、実際には三枚目。古代の暗号を解く知性を見せ、メカの操縦能力や生身での戦闘能力も高いが世間知らず故の間抜けさと甘さで幾度も勇者たちに敗北する。シリアスにトドメを刺すチャンスを得ながら自ら逃してしまっている。しかし「ゴキブリ以上の生命力」を持ち、様々なピンチを切り抜けてもいる。
序盤から中盤まではパワーストーンを狙う悪としての側面が強く、手段を選ばない行動が多かった。ただし「前線には必ず自ら赴く」「他人に責任を転嫁しない」「タクヤたちが行動に出ない限り彼らに手は出さない」「自分の邪魔にならなければ一般人を巻き込むことは好まない」といった彼なりの美学は持っていた。毎回自らロボットに搭乗して出撃し、ゴルドランに斬られては「どっしぇ〜!!!」などと悲鳴を上げ、脱出装置で逃げながら捨てゼリフを吐くのが恒例であった。最初期は「一度ならず二度までも」「二度ならず三度までも」 と回数まで数えていた。
最後のチャンスにワルドランを作り上げた際には今までにない冷静さと冷酷さを見せ、乗っ取ったゴルゴンと合体してダークゴルドランとなりドランを撃退。いつもなら浮かれるところが気を抜かずに戦いアドベンジャーたちも追い込む。だが、復活したドランとゴルゴンの魂に敗北。度重なる失敗で実父・トレジャーに見放され、弟・シリアスにも裏切られ殺されかけたことで落ち込むが、タクヤたちと敵対しながらパワーストーンを追った日々を心の底から楽しんでいたことに気づき、正しい心に目覚めていく。成り行きで勇者たちを蘇らせ主となった際は、彼らの絆を知って「あのお子たち（タクヤたち）を主として崇めよ」と真っ先に命令する男気を見せた。
その後はタクヤたちに同行し、弟のシリアスとの戦いで月まで吹き飛ばされてしまうが辛うじて脱出し生き延びた。さらには月に眠っていたキャプテンシャークを偶然発見し、復活させて念願だった勇者の主となり、以降宇宙海賊キャプテンハーロックをそのまま真似たような衣装で宇宙海賊「イーター・イーザック」を演じ救うようになる。本人は全くの別人として振舞っているつもりでバレていないと思い込んでいるが、実際には最初からシャランラ以外の全員に正体がバレていた。イーザックとして行動するようになってからは殺そうとしていた弟に対しても将来を心配しておりいつかは弟や父親とも和解したいとも考えていた。
猛烈にアプローチしてくるシャランラが大の苦手で、彼女から逃げるために敵であるタクヤたちにシルバリオンが合体できることを教えたり、不本意ながら彼女とファーストキスを交わした際は泣いて暴走したりした。だが回を重ねる毎に彼女自身に対する愛と献身に絆されていき、最終的には伴侶としている。最終的にシリアスを救いたいと思うようになり、タクヤたちの申し出で救うことを決意する。キャプテンと心を1つにしたこと黄金の力を引き出しサイバーデスギャリガンの内部にいたタクヤたちを救出し、みんなが黄金の力を引き出すきっかけを作る。そしてようやくシリアスを救い出し和解するも、直後に飛来したデスマルクの爆発に巻き込まれてしまうが、全ての力を使った勇者たちに救われる。そして、タクヤたちと共にレジェンドラに導かれてレジェンドラの力の継承者に選ばれたが放棄し、シリアスや伴侶となったシャランラたちと新たな旅へと出発する。
- 高松曰く、ワルターが一度死んだように見せかけて宇宙海賊として登場する流れは、『宇宙戦艦ヤマト』で没になった「死んだはずの古代守がデスシャドウ号で陰ながらヤマトを助ける」というネタと同じであると語っている。

カーネル・サングロス
声 - 茶風林
60歳。ワルターの執事を勤める初老の男性で、シリアスが実権を握った後も変わらずワルターに尽くし続けた忠実な人物。一人称は「私」。実はワルザック共和帝国のロボット兵器開発省に密接なパイプを持ち、TPOに合ったロボット兵器を調達する参謀。
序盤では女子供にも容赦が無く、タクヤたちを暗殺して勇者を強奪する計画を企てる冷徹な面も見せたが、あくまでもワルターを思う気持ちからであって本来の性格ではない。次第に話が進むにつれ丸くなり最終的にはすっかり好爺々に。太いまゆ毛に目が隠れている。シリアスのことは冷酷な行いを平然と行える危険な少年と思っているが、内心では将来のことも心配していた。

シリアス・ワルザック
声 - 定岡小百合
12歳。ワルザック共和帝国の第二王子で、ワルターとは歳の離れた兄弟。一人称は「私」。幼少の頃から英才教育を受けてきた天才的な頭脳の持ち主で、その名の通り卑劣かつ冷酷非情な性格。自分以外の全ての人間に心を許さず、忠実な愛犬レイザーとアンドロイドの兵士たちしか側に置くことはしない。だが実は誰よりも愛に飢えており、父トレジャーからの愛情を一切受けなかったことが大きく影響している。
当初は冷徹な敵としてタクヤたちの目の前に現れ、幾度も実兄・ワルターを裏切って殺そうとしたり心の奥底にある本心を覗き込んだ夢の惑星ミラダイスを破壊したりしたが、タクヤたちや母性的な優しさを持つリーダー・メーテら孤児との触れ合いを通じ少しずつ変化していく。次第に義理堅く受けた恩義は絶対に忘れない側面も見えてくる。ワルターによれば人一倍傷つくことを恐れており、傷つくことを恐れて人の上に立とうとしていたとのこと。
シュヴァンシュタインが破壊された際に命を賭けて彼を助けた唯一の友達だったレイザーの幻まで見てしまい、サイバーデスギャリガンを完成させる。するとレジェンドラ王によって突然タクヤたちのもとに召喚され戦うことになる。最後の最後に孤独の淋しさに耐え切れず初めて父に愛を求めるメッセージを送るが冷たく見放されしまい絶望。1人絶望のどん底に叩き落される。自らサイバーデスギャリガンの一部となり全ての関係者に復讐しようとするが、命懸けで自分を助けようとしたタクヤやワルターたちに心を開き、タクヤの胸で号泣。そしてようやくワルターと和解するも直後に発射されたデスマルクを停止させるためにミサイル内部に突入。爆発を停止させた直後に自爆するデスマルクに巻き込まれてしまうが、全ての力を使った勇者たちに救われた。
それからは哀しみを振り切ったため人が変わったように明るくなり、最終回では兄とお揃いの海賊衣装を身に纏いイーザックと名乗り、居丈高に口上を述べている。かなりの甘党でアイスクリームが好物。レジェンドラ捜索の際はいつも食べていた。

レイザー
シリアスの賢く忠実な飼い犬。唯一心を許せる存在で、穏やかな表情を見せる。
シュヴァンシュタインが暴走した際にはシリアスを無理矢理救命ポッドに引き摺り込み脱出させ、自分は船と運命を共にしたかと思われたが、レジェンドラ王に助けられており、最終回でシリアスの元へ返される。

トレジャー・ワルザック皇帝
声 - 笹岡繁蔵
ワルザック共和帝国の皇帝にして、ワルターやシリアスの父。一人称は「私」。息子らを利用しレジェンドラの財宝を探させていた張本人。冷酷で無慈悲な性格。ワルザック家の絶対の存在と豪語する。
彼を慕っていたワルターやシリアスに対してはただ自分に従い、また自分に何も求めない存在であればいいと考えており、何かを求めるなと愛情のかけらすら一切ない。助けを求めたシリアスに冷たい言葉を吐き捨てて、恒星間弾道弾デスマルクで全てを破壊しようとした。最終回でタクヤたちにおちょくられた際には普段のキャラが崩壊し、コミカルな姿を見せていた（特に自分の息子たちの名乗りが一番驚いたらしく、それ以降は完全に自分を崩していた）。
当初は顔を見せず、膝の上のネコを撫ぜていた。

シャランラ・シースルー
声 - 麻見順子
ワルザック共和帝国の有名貴族シースルー家の令嬢にしてワルターの自称婚約者。一人称は「私」。「シャララララ…」を口癖としている。年齢は20歳。
良くいえば天真爛漫、悪くいえば世間知らずな性格。突然ワルターの前に現れては愛を語り詰め寄ってはワルターを縮み上がらせ、優勢だった状況をあっという間に劣勢にして敗北させたりすることが多々あり、彼女自身がその場をシッチャカメッチャカにして混乱を起こすだけ起こしてワルターと去る(もしくは追いかけて)場合がある。
とあるパーティ会場で彼女に最高の笑みを向けたワルター（実際には彼女の後ろにいた男性のズボンが何度上げてもズリ落ちることに大笑いしていただけ）に運命を感じて恋い焦がれる。彼女のワルターに対するアプローチは勝手に婚約発表記者会見を開く、無理矢理婚姻届に記名させようとするなど熱烈すぎてワルターにトラウマを植え付ける結果になる。お嬢様育ちの割に密林のジャングルで黒豹に襲われても生き延びるたくましさやゴルドランを圧倒するロボットの操縦センスの持ち主で、ウサギ型ロボット「ウサリンMk-II」を駆りゴルドランたちが苦戦する実力を見せる。また絵も上手い。
中盤でシリアスとトレジャーの通信を聞き、シリアスがワルターを始末しようとしていることを知り守ろうと奮起。消息不明になった際も彼の無事を信じて待ち続けるが、イーザックにもときめき、揺れる自分の心に悩む。ワルターの味方であってタクヤたちの敵ではなく、遊び友達である。
最終話ではワルザック兄弟に便乗して宇宙海賊クイーン・エメラルダスのような衣装を見せた。

### その他
ミチル
声 - 麻見順子
本名は美川ミチル。タクヤたち3人組のクラスの担任の女性教師。一人称は「私」。理想主義者で児童思いだが、思い込みが激しく少々抜けている。ダンスが得意とする反面、大の蜘蛛嫌いで潜在的怪力を発揮する。そのおかげでバツカン王国の武闘会で優勝。
紆余屈折を経てドランたちの存在を知る。タクヤたちの冒険のことを知る貴重な人物であり、3人が宇宙に出発した際には家族や学校になんとかうまくごまかしてくれるよう頼まれていた。

マリア
声 - 川村万梨阿
第33話に登場。惑星ロボラルドの女性型ロボット。一人称は「私」。唇は相手ロボットのデータを読み取り子を為す種族保存装置を発動させるスイッチとなっている。
宇宙でアルカリ星人の攻撃を受けたドランを助け看護した後、先の戦闘の傷が癒えないドランが転倒したために偶然彼とキスを交わし4人の子供を儲ける。ドランの妻となってからは彼を尻に敷いていた。彼女を含めロボラルドの住民は皆人間と同サイズであるため、彼らにとってドランは家並みに大きい巨人である。

ソドラ王
声 - 玄田哲章
レジェンドラへの道筋にある、ソドラ星の王。本名はホラフキーノ・ニマイジータ。埴輪のような顔をしているが、人に化けることもできる。
タクヤたち一行がソドラ星を訪れた際、星の前にレジェンドラという文字を出し、町を豪華な都市に見せ掛けセレモニーを開いたりと巧妙な偽レジェンドラを作って彼らを騙し、星に留まっている隙に勝手に代わりに旅に出ようと目論んだが、結局阻止された。旅立つ際には、オープニングの冒頭シーン（タクヤたちが乗った変形前のアドベンジャーが空の中を進んでいる）のセルフパロディを行っていた（音楽と歌詞テロップが付き、歌は玄田本人の歌唱）が、ゴルドランに「勝手に冒険を始めるな」と阻止された。ゴルドランを始めとする勇者をベースに、本人曰く毎週TVで視聴して研究し、本物の分析で戦闘能力を22%（「当社比」と書かれる）強化したニセモノ勇者を所有（埴輪のような顔と土器のようなカラーリング以外は本物同様の精巧な作りである）、ゴルドランたちを苦しめたがキャプテンシャークの存在を知らなかったことが災いして敗北を喫する。

ジャッジ
声 - 永井一郎
レジェンドラへの航路の途中にある惑星に1人で暮らす老人。1人でこの星の植物の手入れをしながら暮らしている。タクヤたちが草刈りに飽きた老人がいると噂話をしていたら釜を持って不気味に登場して3人をビビらせるお茶目さを持ち、長年1人で暮らしていたせいもありかなりの寂しがりで話好き。タクヤたちの旅話を聞いて楽しんでいた。実はレジェンドラ王の使いの者でレジェンドラへ旅する者たちにレジェンドラに入る資格があるかを見極める（ジャッジ）存在。仲間を信じて星の破壊を食い止めたタクヤたちを認めてレジェンドラに入る資格を認めて入国を認めた。また、シリアスにも入国するよう伝えた。

レディリカ・ド・レジェンドラ
声 - 冬馬由美
レジェンドラの現在の王であり、劇中世界の創造者。かつてはタクヤたちと同じ冒険者。勇者と共にレジェンドラへ着いた冒険者には次期レジェンドラ王の権利が与えられ、なった者は世界を創造する力が与えられる。
第一段階として宇宙の各地に散らばったパワーストーンから勇者を復活させることが第一の試練。
第二段階としてレジェンドラの発見と星を巡る旅。レジェンドラへの旅路の中で心の強さと優しさを試され育むこと。
第三段階として勇者と心を通わせて黄金の力「本当のエナジー」を発現させること。
それによりレジェンドラの力を与えられ、新たな宇宙を想像する力を与えられるのだが、結果的に冒険を続けて冒険を楽しみたいタクヤたちには断られてしまった。
レディリカはレジェンドラの王をやめたがっており、辿り着いたタクヤたちに次代を託そうとするが断られ、残念そうにしていた。
- モデルはリカちゃん人形。

## レジェンドラの勇者
古代文明レジェンドラによって作り出されたロボット。通常はパワーストーンの状態で眠っているが、復活の呪文「黄金の力守りし勇者よ、今こそ甦り我が前に現れ出でよ」を唱えることでボディがどこからか登場しロボット形態となる。復活からしばらくの間は個性があまり出て来ないが、時間の経過と共に本来の性格が現れる。
勇者は呪文を唱えた者へのみ絶対服従する。レジェンドラの言葉で書かれた石版を道しるべとし、1人の勇者が蘇るたびに次の勇者の眠る場所のヒントが与えられ、最終的に地球で眠る8人を全員蘇らせるとレジェンドラへ行くルートが全員の断片的に分かれた記憶から判明するようになっている。
攻撃などで大きなダメージを負うとパワーストーンに戻ってしまい、次に呪文を唱える場合、一定期間のインターバルを置かないと復活しない。一度戻ってから復活した場合、以前の主と過ごした記憶が封印されるが具体的な記憶を指摘し、思い出せと命令することで呼び起こすことは可能。パワーストーンは非常に強固で、勇者ロボが撃破された場合も傷一つつかない。そのため勇者は何度でもよみがえることができるが、宇宙バクテリアに感染した場合、抗体がなければ致命的な状態に陥り、復活できなくなる可能性はある。怪我の自己治癒など明らかに説明が付かない機能に関して、アドベンジャーは「レジェンドラの超パワーの成せる業」の一言で済ませている。
レジェンドラ王の説明によると、地球以外の惑星にも同様のパワーストーンが送り込まれているらしい。

### 黄金勇者
いずれも侍や忍者など、和風のモチーフで統一されたロボットたちで、共通して赤いパワーストーンから復活を遂げる。
黄金剣士ドラン
声 - 成田剣
黄金のスポーツカーから変形する紺色の勇者。一人称は「私」で、口癖は物事を了解する際の「心得た！」。
ソースカ平原の巨大地上絵「サッサ・ト・アッチ・イケ」がヒントであり、日本の石ノ輪山遺跡の土の中にパワーストーンの姿で眠っているところを発見され、タクヤたちとワルターとの争奪戦の末に前者の手によって復活。作中にて最初に登場した勇者となった。
礼儀正しく好青年然とした性格で、レジェンドラの勇者の中でもリーダー格として位置付けられている。一方でその人柄ゆえに、主でありながらも自由奔放なタクヤたちの行動に頭を痛める苦労人でもあるが、数々の旅を通して主従関係を超えた友情で結ばれていき、彼らを誇りに思うようになる。物語後半の宇宙編ではとあるアクシデントから、訪れた先の惑星に住むマリアとの間にロボットの4つ子を持つという、シリーズ初の妻子持ち勇者になり、タクヤたちからは「パパドラン」と呼ばれてしまう。完全にマリアの尻に敷かれてしまっており、滞在中は情けない姿になってしまった。後年制作されたゲーム『ブレイブサーガ2』でも、引き続き6体家族の父親を務めている。
武器として、ロボット形態で左腰に携える愛刀「竜牙剣」を装備しており、これを活かした剣術を得意とする他、刀身に雷を集めて上段より敵を切り裂く「稲妻斬り」という必殺技を持つ。また、背中には噴射口も備え、ホバリングで敵の周囲などを飛び回れるが、他の勇者と異なり空中戦に対応できるほどの推力はない。
- 企画段階での仮称は「ゴルドラック」。前述した企画進行の遅れに加え、「侍」というロボット形態時のコンセプトと、ビークル形態がマクラーレン・F1をモチーフとするという点は当初から固まっていたため、大河原邦男によるデザイン作業もほぼ決め打ちで行われ、決定稿はそのままアニメ作画用の設定画稿にも転用された。ロボット形態の初期案の中には、前年の『ジェイデッカー』でも検討されていたという、目に瞳が入った画稿も存在する。ビークル形態については、テールランプが2対ではなく1対とされているなど、実車と相違する部分もいくつか散見されるが、これはデザイン作業の時点で前出のマクラーレン・F1がまだ開発したてで、実車の資料が皆無に近い状態であったことに起因している。辛うじて入手した、カーコンポのパンフレットに掲載されていた数枚の写真が参考とされているものの、いずれもフロント側から写したものであったため、ハッキリ分からなかったリア側については設定制作の担当者と、大河原の想像力で補う形とされた。

黄金竜ゴルゴン
ドランのパートナーである黄金竜。ドランの覚醒に先んじて、レジェンドラの石版に記されたストーンサークルから目覚めた。地球上ではドランの呼びかけに応じ、落雷によって生じる地割れの中から登場していたが、宇宙へ飛び立ってからはドランの胸部から放たれた光によって召喚されるようになる。後述の一件からも窺えるように独自の意思を持つ。
第27話では、ドランの危機を察知して自分の意思で地中から飛び出すもワルドランに強制合体され、ダークゴルドランと化してしまう。しかし、その魂はドランの許に赴き、ドランと力を合わせることでダークゴルドランを撃破し、元に戻ることができた。
- 企画書における仮称は「ウルゴン」。車両や飛行機など、従前までのシリーズ作品で提示されてきた合体パターンに代わって新たに「メカ怪獣との合体」というアイディアが打ち出されており、ギミックを含めた大まかなデザインをタカラ側が、最終的なクリンナップを大河原がそれぞれ手がけている。

黄金勇者ゴルドラン
声 - 成田剣
ドランとゴルゴンが「黄金合体」することで完成する、金色の巨大勇者。合体の際にはゴルゴンがボディの大部分を構成し、胸部のスペースに変形したドランがコアとして収まる。
後述のとおり全身に様々な火器を備え、攻撃力も合体前に比べて大幅に向上している一方、これらの火器はあくまでも補助として位置付けられており、合体前と同様に得意の剣術を活かした戦闘スタイルが基本である。
また、地球上においては単独での飛行能力を有しておらず、あくまでもホバー移動のみに留まるという点も合体前に準じるが、物語後半にて地球以外の惑星で活動する際には、他の勇者たちと同様に単独で飛行する場面も散見された。
- 企画書における仮称は「スーパーゴルドラック」。腰や腿に見られる草摺状のディテールなど、合体前と同様に鎧のモチーフが盛り込まれており、胸部のパワーストーン周り、それに火器類の形状を除けば、デザイン作業も概ね鎧のイメージをどう落とし込むかで稿が重ねられている。DX玩具は、アニメ制作サイドからの要望で全身を金メッキにする予定であったが、コストの面で見送られている他、これとは別にスーパー竜牙剣についても、PL法の施行を受けて軟質素材とせざるを得ず、同様にメッキ処理を断念している。そのため、2006年発売の復刻版はこの時のリベンジであることが、玩具開発サイドから明言されている。

装備
スーパー竜牙剣
左腰に携えている愛刀で、合体完了と同時に装備される。
ショルダーバルカン
両肩に装備された4連装バルカン砲。
アームシューター
両手首に配されたビーム弾発射口。折り畳まれたゴルゴンの尻尾の断面に位置する。
ダークゴルドランがこの装備を使用した際には、相手の喉元をつかんだまま顔面目掛けてこれを連射するという使い方も見せている。
レッグバスター
両脛に格納されているビーム砲で、使用時には砲身が起き上がる。
技
一刀両断斬り
スーパー竜牙剣を抜き放った後、これを構えた状態で敵目掛けてホバリングで突進し、袈裟懸けに切り裂く。物語序盤の必殺技として、ワルターの操縦するロボットをことごとく倒してきた技であるが、ターボラーとの戦闘では相手のスピードに追従できず反撃に遭って不発に終わった他、ウサリンMk-IIに対してもピコピコハンマーとの鍔迫り合いを演じた末に食い止められている。
一斉掃射
その名の通り全身の火器を展開・斉射する技で、ターボラー戦では決まり手ともなった。

黄金忍者空影
声 - 巻島直樹
黄金の鳥から変形する臙脂色の勇者。一人称は「拙者」。パワーストーンは、ヨールー王の城に安置されていた聖杯の装飾とされており、「○」をヒントに所在を突き止めたタクヤたちの手によって6番目に蘇った。
黄金忍者というだけあり、外見はとても隠密に適しているとは思えないほど派手。孤独を好む一匹狼的な気質の持ち主で、突然現れてはいい所をさらっていく。第20話では分身したワルキオンの実体を勘だけで見破る荒業も見せた。各種センサーは漢数字で表示され、識別名も実にユニークなものになっている。
- 前年の『ジェイデッカー』におけるシャドウ丸の活躍ぶりを受け、それに続くシリーズ2体目の忍者ロボとして登場が企画されたものである。デザイン作業はゴルドランとほぼ同時に進められたようで、主に武器となる尾羽の形状や、両翼の鋲状のディテールの有無を除けば、概ね初期段階から大きな変更なく決定稿に至っている。

装備
影ランチャー
背面に装備された、5門一対のミサイルランチャー。通常は折りたたまれた状態となっており、使用の際には肩の上へと展開される。またロボット形態だけでなく、鳥形態でも展開が可能となっている。
飛翔剣
鳥形態の尾羽に相当する剣。
手裏剣
鎖鎌
スカイゴルドラン
声 - 成田剣
ゴルドランと空影が「大空合体（）」することで完成する強化形態。合体の際には、空影の変形したウイングが背面へと装着され、合体前にはなかった自在な飛行能力が付与される。
空影と合体できるという事実については、ゴルドランも知らなかったようで、タクヤたちを人質に取られ窮地に陥った際、加勢に入った空影の導きで初めて可能となったものであり、命名もやはり空影の手による。
装備
スーパー竜牙剣
ショルダーバルカン
アームシューター
レッグバスター
ランチャー
空影の影ランチャーと同一のミサイルランチャー。
技
超電磁ストーム
両肩のランチャーより放つ竜巻で、直撃した敵を空中に拘束する働きを持つ。
疾風迅雷斬り
超電磁ストームで敵の動きを封じた後、敵の頭上高く舞い上がった状態から、剣に落下の勢いを加えて袈裟懸けに斬り裂く。
一斉掃射
黄金将軍レオン
声 - 置鮎龍太郎
黄金のジェット機から変形する、橙色の勇者。一人称は「私」。パワーストーンはベバルの塔の最上部に安置されており、□（四角）をヒントに所在を突き止めたタクヤたちの手によって8番目に復活。折しも、復活と前後してドランたちがパワーストーンに戻ってしまったため、彼らが復活するまではタクヤたちを主とする唯一の勇者となった。その都合上、一時的にではあるがタクヤたちの移動の足としても活用されており、コックピットにはドランと同様に3人分のシートも設けられている。
殿様気質の持ち主で、悪気はないものの主であるタクヤたちに対しても「主よ、苦しゅうない」と偉そうに指示を請う。一方で、タクヤたちとワルターのパワーストーンをかけた鬼ごっこの最中、ワルターとの会話を通して彼の性根が悪人でないと見抜くなど、洞察力にも優れた面を持つ。
- ドランと同様に、鎧や兜をモチーフとしてデザインされており、側頭部より一対の角を生やした、いわゆる脇立型の兜に近い形状の頭部は、ドランの初期デザイン案から受け継がれたものである。

装備
ナギナタソード
技
風車の太刀
黄金獣カイザー
レオンが召喚するライオン型黄金獣。額に備わった前立てが特徴。
召喚の際には、レオンの胸部から光が放たれた後に実体化するという形を取る。ゴルゴンと同様に意思を持っており、レオンの指示に基づき行動する。
- 基本的なフォルム自体はデザイン作業初期から決定稿に至るまで大きく変わらないものの、鬣の形状や胸部のミサイルランチャーの形状に関して様々な案が提示されている。

黄金大将軍レオンカイザー
声 - 置鮎龍太郎
レオンとカイザーが「獣王合体」することで完成する、金色の巨大勇者。ゴルドランとは異なり、単体での飛行能力をデフォルトで有しており、そのパワーもスカイゴルドランを凌駕する。
- 頭部の形状は当初、鬣が横に大きく張り出した形が想定されており、その想定の下で提示された案の一つは、グレートゴルドラン時のイメージへと転用されている。決定稿では鬣が後方へ流れるような形にまとめられ、額に兜の前立てのような意匠も追加された。

装備
カイザージャベリン
三叉の長槍で、主に近接戦闘に活用される。
カイザーガン
片手持ちのビームライフル。DX玩具では尻尾部分を、ライフルに相当する武器として持たせることができる。
カイザーミサイル
両足の側面に装着された、3連装のミサイルポッド。
カイザーファン
技
大成敗
カイザージャベリンを大上段から振り下ろし、その刃を象った光弾を飛ばす。
グレートゴルドラン
声 - 成田剣
ゴルドラン・空影・レオンカイザーの3体が「黄金獣合体」することで完成する、金色の超巨大勇者。
合体の際にはタクヤ、カズキ、ダイの3人の心を一つする必要があり、デスギャリガンの攻撃を前に死を覚悟した3人の諦めの心が1つになったことによって合体可能となった。以降はごく一部の例外を除き、3人の冒険アイテムを同時に掲げ命令することで合体する。
あらゆる面でパワーアップを果たした最強の勇者であり、作中でも無敗に近い戦績を叩き出す実力の持ち主である。各合体前と同様に自律行動を基本とするが、第47話ではタクヤたちを内部に乗せて、サイバーデスギャリガンへの突入を敢行したこともある。
- 作中では、変形合体からゴールデンアローを射つまでの過程が一連の流れとなっており、第41話を除き他の武装を使うことは少なかった。これについて高松は、「グレートゴルドランは玩具に忠実に設定を作ってしまった分、動けなくなってしまった」と述べている。

装備
カイザーミサイル
グレートアーチェリー
レオンカイザーの上半身と、カイザー尻尾を組み合わせた弓状の武器で、左手に装備される。
グレートジャベリンソード
スーパー竜牙剣とカイザージャベリンを連結した武器。
必殺技
ゴールデンアロー・ファイナルシュート
グレートアーチェリーから黄金の矢を放ち、敵を射抜く。
グレートスターマイン
ゴルドランの一斉掃射と同様に、全身の火器を同時に放つ。第41話でジェノシズを倒した。

### 白銀騎士団（シルバーナイツ）
いずれも銀色のボディと、西洋騎士を思わせる出で立ちが特徴の勇者たちで、共通して緑のパワーストーンより復活を遂げる。
- 共通して「騎士」をモチーフにデザインされている白銀騎士団であるが、個々の差別化を図るべく、グラディエーターの意匠なども取り入れる形でデザインが起こされている[33]。初期のデザイン画稿では、決定稿に比べて上半身周りのディテールが大幅に異なるものも存在するものの、後に各ロボット形態の胸部にナンバーとモチーフを取り入れたパーソナルマークを配することで、チームとしてまとまりのあるデザインとされている[33]。

空の騎士ジェットシルバー
声 - 坂東尚樹
ジェット戦闘機から変形する銀と赤の勇者で、白銀騎士団のリーダー格でもある。一人称は「私」。生真面目な優等生気質の持ち主で、戦闘ではテクニックに優れた面を発揮する。
パワーストーンは、サボンナ王国のジャングルの中に所在する星状隕石跡地から発掘され、秘宝として国王の手元で保管されていた。「☆」をヒントに所在を突き止めた後、ライオンに飲み込まれるなどのアクシデントを経ながらもタクヤたちの手によって3番目に復活を遂げた。
- 企画書における仮称は「イースター」。

装備
ジェットスピア
ジェットシールド
バードチェイサー
ジェットシールドから放つミサイル。
必殺技
音速（マッハ）突き
ビークルモード装備
ジェットバルカン
星の騎士スターシルバー
声 - 坂東尚樹
パトカーから変形する銀と青の勇者。一人称は「俺」。明るく陽気な性格で、勇者たちの中でもムードメーカー的な役割を果たす。戦闘においてはスピードに優れた面が強調されている。
パワーストーンは、アメリコーンの古代太陽神を祭ったチャリオットレースの流れを汲むカーレース会場にて、そのトロフィーの装飾とされていた。太陽に似た図形（☀）をヒントに在り処を突き止めたタクヤたちもレースに参加、途中でワルターに奪われながらも半ば自滅に近い形で入手に成功し、4番目に復活を遂げるに至った。
- 企画書における仮称は「ウエスター」。

装備
スターソード
スターシールド
ホールドアタッカー
スターシールドから放つミサイル。
技
流星斬り
ビークルモード装備
スターバルカン
大地の騎士ドリルシルバー
声 - 坂東尚樹
ドリルタンクから変形する銀と緑の勇者。一人称は「自分」。質実剛健な頑固者であり、語尾には「〜であります」と付けるのが特徴の一つである。戦闘ではパワーに長けた面を発揮する。
パワーストーンは、ジャポネシアの家宝である髪飾りに付けられたギヤマンの玉として伝わっており、将軍家令嬢の菊姫が所持していた。富士山に似た図形をヒントに在り処を突き止め、一時質流れになるなど紆余曲折を経て5番目に復活する。彼自身は次なるパワーストーンのヒントとなる図形を覚えておらず、これが示されるのはシルバリオンへの合体成功まで待つこととなる。
- 企画書における仮称は「サウスター」。

装備
ドリルアックス
ドリルシールド
スピンランチャー
シールドから放たれるミサイル。
必殺技
大切断
ビークルモード武装
ドリルバルカン
スピンランチャー
炎の騎士ファイヤーシルバー
声 - 坂東尚樹
救急車から変形する銀と白の勇者。一人称は「僕」。白銀騎士団としては例外ともいえる、飛び道具を主体とした勇者であり、これと高速移動を組み合わせての戦法を得意とする。性格は他の3体と比べるとやや幼さが目立つ他、アメリカン口調で喋る気障な面も見られる。
パワーストーンは、古代アジア - ヨーロッパ間を繋いだクロスロードを基準に作られた「オリエンゾ急行」の路線が交差する地点より出土しており、後に「炎の指輪」として富豪カネアリーノが所蔵していた。タクヤたちは「✕」というヒントを元に、美術館へ寄贈予定であった指輪の輸送列車へと潜入、例によってワルターの襲撃などのアクシデントに見舞われながらも無事復活させることに成功。7番目の勇者として戦列に加わることとなる。
- 合体時に胸飾りとなる翼の意匠を、地上用のビークルに組み込むという離れ業的アイディアを持つ一体で、当初はトラックがビークル形態でのデザインモチーフとして検討されていた。

装備
ファイヤーボウガン
ファイヤーシールド
両肩側面の装甲。他の白銀騎士団とは異なり手持ちの装備ではなく、状況に応じて前腕に移動させ、組み合わせて正面を防御する形で使用される。
技
炎の舞
脚部後方を展開し、そこから炎を噴射して移動しながら、敵の周囲を横へ滑るように跳び、ファイヤーボウガンを一点めがけて連射する。
シルバリオン
声 - 坂東尚樹
ジェットシルバー・スターシルバー・ドリルシルバーの3体が「白銀合体」（シルバーがったい）することで完成する、銀色の巨大勇者。合体の際には、ジェットシルバーが胸部、スターシルバーが頭部・両腕、ドリルシルバーが下半身をそれぞれ構成。一人称はジェットシルバー同様に「私」で、単独での飛行能力も備えている。
復活当初の白銀騎士団は、いずれも合体に関する記憶が忘却ないし封印された状態にあり、先んじて彼らが合体可能との情報を得ていたワルター側によって窮地に追い込まれているが、その最中にとある切迫した事情から、当のワルターが合体できるという事実をタクヤたちに伝えざるを得なくなり、結果としてこれが記憶の回復と合体成功に繋がったという経緯を持つ。
- 企画書における仮称は「シルバラード」。デザイン作業は概ね、頭部・胸部周りの形状の検討や、各部ディテールの整理・調整をメインに進められており、胸部のエンブレム形状は鳥を模したものや、ゴッドシルバリオンにて採用された十字型のそれも案として提示されている。

装備
トライランサー
ジェットスピア・スターソード・ドリルアックスを合体させた槍。
トライシールド
ジェットシールド・スターシールド・ドリルシールドを合体させた盾。
技
スパイラルニーキック
膝のドリル攻撃を加えた膝蹴り。
ツインビーム
トライシールドから発射する2連装のビーム。『ブレイブサーガ』シリーズでは、発射元の「トライシールド」がこの武器の呼称とされた。
トライフィニッシュ
トライランサーにプラズマを集め、これを構えた状態から突進し敵を粉砕する。
ゴッドシルバリオン
声 - 坂東尚樹
シルバリオンとファイヤーシルバーが「超白銀（ちょうシルバー）合体」することで完成する、銀色の巨大勇者。合体の際には、分離したファイヤーシルバーが胸部装甲、バックパック、両脚を構成し、それらがシルバリオンへと装着されるという形を取る。
シルバリオンと同様に、白銀騎士団が持つ合体に関する記憶はやはり曖昧な状態であり、作中では初登場回の冒頭にてタクヤの思い付きをきっかけに合体を敢行し、あっさりと成功してしまうという経緯が描かれている。それに伴い、ファイヤーシルバーが忘れていた次のヒントの記憶も蘇った。
- 胸部装甲と一体となっている腰の装甲は、当初は左右に分割された形状も検討されていた。
- 幸日佐志によれば、当初は武装強化するイメージだったが、騎士ということで鎧を強化する形にまとめたという。

装備
トライランサー
トライシールド
技
ツインビーム
バーニングトライランサー
トライランサーに炎を宿した状態で、回転させて防御にも使える。
ゴッドフィニッシュ
バーニングトライランサーを構え、全身を白熱化させた状態で敵へと突撃するとともに、炎の威力を上乗せした突きを打ち込む。

### その他
鋼鉄武装アドベンジャー
声 - 茶風林
蒸気機関車から変形する黒い勇者。一人称は状況によって「私」と「俺」を使い分ける。パワーストーンは他の勇者たちと異なり青色で、アジプト・スミインクスのピラミッド内部に隠されていたところを、「△」のヒントから在り処を突き止めたタクヤたちによって確保され、2番目に復活するに至った。
寡黙ながらも勇猛果敢な軍人タイプの性格で、怒ると頭部の煙突から蒸気を噴出する。普段はタクヤたちの隠れ家にもなっている難破船の中に潜み、パワーストーン探索の際には彼らや他の勇者たちを乗せて目的地までの移送を行うなど、戦闘だけでなく冒険の旅になくてはならない、縁の下の力持ちともいうべきポジションを担っている。
単体でも合体勇者並みのパワーと巨躯を備えており、当初は徒手空拳での戦いを主としていたが、これは記憶封印による影響で自分のパワーポテンシャルを忘れていたことによるものであり、第11話でタクヤが戦闘中に負傷したことによる怒りをきっかけに、全身の火器を開放するフルアーマーモードへの変形が可能となった。また、変形前後を通して単独での飛行能力も備えており、ビークル形態では車体後部にドランを、付属する貨車に残りの勇者たちを搭載することもできる。
- 玩具の開発者によれば、当初のアドベンジャーのコンセプトは弁慶であり、武器がたくさんあるのもその名残りであるという。また、他の勇者たちと同様にブラックメッキ加工がなされる予定であったものの、コンテナがある都合上断念している。
- デザインは全体的にSLとしてのイメージでまとめつつ、武装を展開することで戦闘色の濃いイメージへと変化するよう志向された。この「戦士」というイメージから、当初は軍装を意識した頭部形状が様々に模索されていたが、後にモチーフの要素を反映してSLの意匠を組み込むという方向性へとシフトしている。一方で、企画書には各種ムック本に掲載されたデザイン画稿とも大きく異なる出で立ちのロボットが、アドベンジャーとして掲載されている。

装備
ヘッドフラッシャー
頭部から放つ強力な光。
メガライフル
手持ち式のビームライフルで、右手に装備される。
スマートガン
右前腕に装着されるビーム砲。
ガトリングショット
左前腕に装着されるガトリング砲。
アイアンキャノン
長距離砲。通常は右肩後方より展開されるが、ミラクルギャラクティカバスター使用時には車体下部より展開され、これをゴルドランが担いで支持棒の代わりとする。
ショルダーランチャー
左肩内より展開される、4連装のミサイルランチャー。
フットランチャー
両脛側面に配備されている、4連装のミサイルランチャー。
放水
指から放つ放水。
技
一斉掃射
フルアーマーモードにて展開した火器を斉射する。
ギャラクティカバスター
本人曰く「最後の武器」で、胸部のハッチを展開し、隠されていた砲口から強力な光弾を発射する。初使用時には、自身に数倍する巨躯を持つザゾリガンのボディに大穴を開けるなど凄まじい威力を発揮し、そのまま決まり手となると同時に内部に囚われていたタクヤたちをドランが救出する一助ともなった。
海賊戦艦キャプテンシャーク
声 - 山野井仁
サメ型宇宙戦艦から変形する青い勇者。一人称は「俺様」。自ら宇宙海賊を称し、主であるイーターを「船長」と呼ぶ。初登場回での名乗りを含め、豪快な一挙手一投足が目立つ一方、合理的かつ理知的な面も備えており、主にボケ役に回るイーターに対してツッコミを行うなど、主である彼に対してノリの良い反応を示すことも少なくはない。
パワーストーンは金色で、地球ではなく月面に隠されていた。これはキャプテンシャークが、他の8体の勇者すべてが悪人の手に渡るなどもしもの事態を想定して用意されていた、いわば安全装置のような役目を担っていたことに起因している。そのため、パワーストーンの発見に繋がるヒントや、その存在にまつわる記憶は他の勇者たちには備わっておらず、彼らがキャプテンシャークと初めて遭遇した際にも未知の存在として認識されていた。作中における復活の経緯も、ワルターが月面へ飛ばされたことに端を発するという、ほとんど想定外に近い形での出来事であったが、ワルターとは復活直後から意気投合しており、彼の意を汲んでタクヤたちの旅を助けるべく行動することとなる。
前述した役目を担う都合上、アドベンジャーと同様に単体で合体ロボ相当の巨躯を有し、他の勇者たちが苦戦を強いられる敵であっても難なく圧倒するだけの、ずば抜けた戦闘能力も備えている。また、敵からの集中砲火を受けても涼しい顔をするのみならず、内部にいるシャランラやカーネルにも外の状況が気取られぬなど、耐久の面でも目を瞠るものがある。ロボット形態の右目は、アイパッチを模したゴーグルに覆われており、必殺技を繰り出す際にはターゲットスコープとしても機能。さらに艦底から履帯を展開することで、地上走行に対応した第3の形態・バトルタンクモードにも変形できる。
- デザインの初期段階では、決定稿と比べて細身な両脚や、腰回りの装甲の形状など様々なアイディアが模索されており、サメの尾の部分も左右に広がる翼のイメージとされていたが、決定稿ではこれを下に可動させてマントをイメージしたパーツとすることで、より海賊らしいデザインとされた。一方で海賊帽をイメージし、額のパワーストーンをドクロマークに見立てた頭部デザインは、そこまで大きく変更されることなく決定稿へと至っている。

装備
ショルダーキャノン
両肩に2基ずつ備わった、二連装式の砲塔。
キャプテンソード
主に近接戦闘時に使用される片刃剣。
スパイラルランチャー
必殺武器に相当する、16連装式のミサイルランチャー。ロボット形態では右肩、宇宙戦艦モードでは艦底、バトルタンクモードでは機体上部にそれぞれ配されており、一斉連射によって敵を粉砕するだけの威力を発揮する。
スプリンガーショット
シャークキャノン
フック
左前腕に装備された鉤爪。DX玩具では「ロケットフック」と呼称されている。
アンカー
右前腕に装備された銛。DX玩具では「シャークハーケン」と呼称されている。
連携技
ハイパーギャラクティカバスター
アドベンジャーとの連携技。背面にジョイントパーツを装着した後、ビークル形態のアドベンジャーを右肩に担ぐようにして接続することで完成。自身の強大なパワーを上乗せすることで、通常時以上の強力な砲撃を繰り出す。
ミラクルギャラクティカバスター
他の8体の勇者との連携で繰り出す、作中最強の合体技。ハイパーギャラクティカバスターモードのキャプテンシャークを中心に、ゴルドラン、ゴッドシルバリオン、空影、レオンカイザーがフォーメーションをとり、9体分のエネルギーをアドベンジャーの砲口から発射する。作中では計3回使用されており、1回のみの使用が多い本シリーズの合体技の中では比較的出番が多い方となっている。

### ドランの子
宇宙人と交戦中とある惑星に墜落したドランと、その星に住む女性型ロボット・マリアとの間に生まれた子供たち。3人の息子は父ドランをディフォルメ化した出で立ちとなっており、カラーリングのみそれぞれ異なる。娘のドラ代もやはり兄たちと同様の出で立ちの持ち主だが、頭と胸の飾りがリボン状、腰回りがスカート状になっている。父に準じた変形機構も備わっており、作中では息子たちが小型のスポーツカー形態に変形している。
生まれたばかりということもあり、年相応に無邪気かつわんぱくな面が目立っていたが、作中での一件を経て勇者の息子という強い自覚が備わったことで、最終的にドランやタクヤたちの旅には同行せず、産まれた星を守ることを決意して彼らと別れるに至った。
ドラ太郎
声 - 長沢直美
長男。
ドラ次郎
声 - 立花みほ子
次男。
ドラ三郎
声 - 不明
三男。
ドラ代
声 - 南央美
娘で末っ子。
武器
ミニミニりゅうがけん
竜牙剣とほぼ同形状の刀で、「いなずまぎり」を繰り出せる点もやはり同様であるが、触ると感電するだけで殺傷能力はない。

## ワルザック共和帝国の兵器

### 巨大戦艦
ザゾリガン
サソリの形をした赤い巨大飛行戦艦。物語当初のワルターの旗艦であり、艦の内部にはカスタムギアなどが多数搭載されている。
第11話にて、漫画『無敵ロボ・サイキョウダー』にヒントを得る形で、ワルターの発案による改造が施され、巨大ロボット形態への変形機構が追加された。勇者たちと2度にわたって対決を繰り広げ、初戦こそフルアーマーモードのアドベンジャーに遅れを取ったものの、次戦ではその攻撃を凌ぎ切るなど、全高200mにも及ぶ圧倒的な体格差と攻撃力をもって勇者たちを大いに苦しめるが、操縦にヘルメット型端末を用いていたワルターがタクヤたちの破壊工作の影響で錯乱状態に陥り、機体自体も暴走。さらにアドベンジャーが放ったギャラクティカバスターで装甲に風穴を開けられ、そのまま止めを刺される結果となった。内部に取り残されていたタクヤたちも、ビークルモードのドランが風穴より突入し、すんでのところで脱出に成功している。
- デザインは、『トランスフォーマー　ザ・ヘッドマスターズ』に登場する恐怖大帝メガザラックの玩具デザインを流用し、全体のシルエットを変えずに細部を変更する形とされている。当初は実際にメガザラックのリデコで商品化も予定されていたが、放送直前にスカイギャリーのリデコ品（デスギャリガン）に変更されたという経緯を持つ。

デスギャリガン
第12話より登場する、新型の巨大飛行戦艦。
ザゾリガンの後継艦として新たに配備されたもので、戦艦形態では艦の中央にコンテナを3基搭載し、ザゾリガンと同様に多数のカスタムギアなどを移送することができる。人型の超巨大ロボ形態（ファイナルモード）への変形も可能で、その際には前述のコンテナを切り離した後に変形シークエンスへと移行。変形前は艦首に搭載されたビーム砲を、変形後はロケットパンチや胸から発射されるビームをそれぞれ主武装としている。
当初はワルターの旗艦として登場したものの、彼が放逐された後にシリアスの乗艦となり、8体の勇者の復活を機にファイナルモードとしての姿を現すと、レジェンドラへの道を開こうとしていた勇者たちを圧倒。立ち向かったワルターを乗機もろとも地球外へと放逐し、タクヤたちにも止めを刺そうと迫るが、初合体を果たしたグレートゴルドランには敵わず撃破・敗北を喫した。
もっとも、撃破されたのはあくまでもワルザック兄弟の旗艦として使われた1隻のみに過ぎず、程なくしてシュヴァンシュタインを旗艦としたシリアス艦隊の随伴艦として、計5隻が新たに量産・投入されており、物語終盤ではそのうちの3隻が、次元振動波を発し惑星すらも破壊可能な「プラネットデストロイヤー」形態への変形を披露。さらに物語最終盤では、トレジャー艦隊の随伴艦としてより多数の艦が登場している。
- DX玩具は、こちらも『トランスフォーマー リターン・オブ・コンボイ』に登場するスカイギャリーの金型が流用されており、アニメへの登場に際しては元々がヒーロー側のメカであったことから、マスクの形状をヒール役にも見えるようにするなど、一部パーツを変更する形でデザインが行われた。また、玩具オリジナルのギミックとして、流用元の玩具に由来した基地モードへの変形機構が備わっており、前出のプラネットデストロイヤー形態もこれを活かしたものとなっている。

シュヴァンシュタイン
物語後半より登場する、シリアス艦隊の旗艦。
従前までの巨大戦艦とは一線を画した、鋭角的なフォルムが特徴で、艦首には地球規模の惑星を破壊できるビーム砲「プラネットバスター」を装備。作中では物語終盤に入ってから度々使用され、惑星ミラダイスを跡形もなく消し飛ばすなど途方もない威力を示してみせたが、一方でその威力は任意に調整可能であるようで、惑星ムッティーでの使用時にはガーゴイルのみをピンポイントで撃破してみせてもいる。
物語最終盤でも、勇者たちのミラクルギャラクティカバスターとの撃ち合いで互角以上の実力を見せつけるも、その出力を高めすぎた結果負荷に耐えきれずシステムダウンを引き起こし、結果的に自滅同然の形で大破・損壊するに至った。
こちらもシリアス艦隊の旗艦として登場した1隻の他、トレジャー艦隊の随伴艦として複数の同型艦が登場している。
マーチャンダイジング
トレジャーが乗り込む旗艦。王宮ごと一つの巨大戦艦になっており、前述の通り随伴艦として多数のシュヴァンシュタインやデスギャリガンを周囲に従えるなど、既出の艦以上に輪をかけた規模の大きさが強調されている。『テレビランド』掲載の漫画版では、ロボット形態への変形も披露している。

### 機動兵器
多くのエピソードでは、後述する量産機などの他にも、パワーストーンの探索や勇者の打倒を目的としたロボットが登場する。物語前半に登場する機体は、ワルザック共和帝国の兵器開発局が開発した新型で、ワルター自らが搭乗・操縦を行う他、カーネルとの2人乗りの機体も多く見られる。物語後半に登場する機体は、勇者をパワーストーンに戻してしまうほどの強力な兵器を搭載した最新鋭機で、その多くは非人型、なおかつシリアスの脳波によってコントロールされる遠隔操縦タイプとなっている。
カスタムギア
物語前半における量産型戦闘兵器。これをベースに局地戦に特化したカスタム機が登場する。ワルターがシリアスから逃れる際に搭乗したのを最後に、その座を後継機のエクセルギアへと譲った。
- いわゆるやられ役の機体ではあるものの、DXデスギャリガンの付属品として新造・立体化されている。

ミサイルギア
量産型戦闘兵器。ミサイルタンクからロボットに変形する。武装は二発のミサイル。
- 前出のカスタムギアと同様に、DXデスギャリガンの付属品として商品化されている。

ワルキオン
第20話に登場。デザインにワルターの服装と同様の意匠が見られる。自主制作映画のヒーローメカとして登場したが、分身能力や剣から発するビームなどの武装も有する。
『ブレイブサーガ』シリーズでは、ワルターの愛機のように扱われている。
暗黒剣士ワルドラン
第27話に登場。後がなくなったワルターが、起死回生を賭けて投入した機体であり、その名の通りドランの姿を模して作られているが、ビークル形態がジェット機であるなど相違点も様々に見られる。
単体でもドランと互角以上に渡り合うほどの実力の持ち主であるが、さらにコア形態に変形し、ゴルドランの合体シークエンスに割り込むことで、ダークゴルドランへの合体を果たす。
ダークゴルドラン
ワルドランとゴルゴンが「暗黒合体」することにより完成。前述の通り、胸部にコア形態に変形したワルドランが収まっており、これを介してワルターの意のままに操縦することができる。通常のゴルドランとはそのコア部だけに留まらず、禍々しい形状のマスクや両翼など様々な部分で相違したものとなっている。
アームシューターや一刀両断斬りなど、ゴルドランの装備全てを使うことが可能で、作中でも一刀両断斬りでドランに完勝し、アドベンジャーたちによる封印作戦をも破るなど猛威を振るったが、ゴルゴンから発せられた力で復活したドランの一撃により、予想外の逆転敗北を喫してしまう。
リバイバロン
第31話に登場。シリアスにデスギャリガンなど戦力の全てを取り上げられたワルターのために、カーネルが提供した秘蔵の可変ロボ。
ワルターはこの機体でシリアスに戦いを挑むも、兄弟の情からデスギャリガンにいるシリアスを撃つことができず、逆にデスガリアンの片手に拘束されたまま、ロケットパンチで月面まで飛ばされ、ワルターの脱出後に爆散した。
エクセルギア
物語後半からの量産型戦闘兵器。シリアス艦隊の主力機として多数の機体が配備されており、カスタムギアよりも高い性能を発揮する。基本的に無人で稼動するがコクピットも存在する。
エンブリオ
シリアスが操るロボットの一つ。触手状のビーム砲を複数持ち、これを勇者ロボの頭に押し当ててその思考を読み取れるほか、周囲の物体をシリアスの思念で操って攻撃に使うことも可能である。初出となった第39話にて投入された機体は、勇者たちを苦戦させながらもハイパーギャラクティカバスターによって破壊されたものの、第43話ではさらに5機が投入され、これまでの戦闘から得たデータによってキャプテンシャークさえも苦戦させるだけでなく、合体することで加勢に入った勇者たちをも窮地に追いやるが、ミラクルギャラクティカバスターという想定外の形態を前に優勢を覆された末、デスギャリガン3隻とともにまとめて撃破された。
『ブレイブサーガ』ではシリアスの乗機として複数回に渡って現れ、『勇者特急マイトガイン』出身のホイ・コウ・ロウも使用する。
サイバーデスギャリガン
前述の通りシュヴァンシュタインを失ったシリアスが、1隻だけ残存していたデスギャリガンに改造を施し完成させた超巨大ロボ。シュヴァンシュタインの残骸を装甲として取り込むことで、そのフォルムは有機的なものへと変貌している。
性能も改造前に比べて大幅に向上しているが、後にシリアスが艦内のサイバー化装置に自らを投入することで半生体メカと化し、損傷箇所の再生までも可能となった。一度は勇者たちを退け、レジェンドラの破壊をも目論んだものの、「本当のエナジー」に目覚めた勇者たちの奮戦により内部へのグレートゴルドランの突入を許した末に、パーツの一部として取り込まれていたシリアスを救い出されたことで機能を停止した。
- アニメのみに登場するため、玩具との整合性を取る必要のない機体ではあるが、当初のデザインでは玩具に近いブロック的な構造として描かれている。

恒星間弾道弾デスマルク
邪魔者となった勇者たちや我が子を一掃するべく、トレジャーがマーチャンダイジングからレジェンドラへ向けて発射した最終兵器。圧倒的な速度により、地球圏からレジェンドラまでの道のりを瞬く間に追いついた。勇者たちや改心したシリアスは全力でこれの阻止にかかるが、これにはその行動も見越したかのような罠も仕掛けられていた。
ウサリンMk-II
シャランラ専用機である、ウサギのぬいぐるみ型ロボット。見かけこそ実に可愛らしいウサギ人形そのものだが、身長は合体勇者並みで、機体の剛性や出力・運動性能も極めて高い。武装として、接近戦用の「ピコピコハンマー」と、手持ちのバスケットから発射される遠隔攻撃兵器「キャロビット」を装備。コックピットは頭部にあり、緊急脱出装置ともなる。
作中でも、カーネル率いるカスタムギア軍団を難なく壊滅させるだけに留まらず、ゴルドランとも互角以上の戦いを演じ、スーパー竜牙剣の攻撃さえもピコピコハンマーで防ぎきるなど、前述した見た目とは裏腹な反則クラスの実力を発揮。後にシリアスをしてすばらしいと言わしめるほどの戦歴を記録している。
『ブレイブサーガ』では、ゴルドランルートで仲間に加わるユニットの一つとして登場。武器の改造により、所持技の一つであるピコピコハンマーも「Gピコピコハンマー」へと強化されるようになっており、ハンマーヘル・アンド・ヘブン（『勇者王ガオガイガー』）のパロディ要素を盛り込んだ攻撃を繰り出すことができる。続編の『ブレイブサーガ2』でもやはり味方として登場し、同作品ではガオガイガーのゴルディオンハンマーを奪い取った上、マーグハンドを介さず自らの手で振るって繰り出す「GGGピコピコハンマー」という、作品の枠すら越えたコンビネーション技を使用した。

## 偽勇者
ゴルソドラン
ソドラ王が、勇者一行に成り代わってレジェンドラの秘宝を横取りすべく建造した巨大ロボットで、巨大な馬型の埴輪から「ソドラ合体」することにより完成する。スカイゴルドランを土色に塗り替えたような外見、それに埴輪を彷彿とさせるマスクが外見上の特徴で、ソドラ王が毎週テレビを見て研究・開発しただけあって、本物より22%（当社比）強い。
ゴルドランと同様の攻撃手段を持つ他、独自の機能として伸縮自在な顔や手足を活かした、打撃攻撃を得意としている。また、胸の部分がコックピットとなっている本物とは違い、コックピットは頭部内に設けられており、胸部には内蔵式の巨大な砲塔も備えている。
ソドンカイザー
ソドベンジャーやゴッドソドバリオンとともに、ゴルドラン以外の勇者たちの前に立ちはだかった、レオンカイザーの偽物。ゴルソドランと合体してグレートゴルソドランへの合体が可能である旨がソドラ王から語られるが、その前に破壊されたためグレート合体は披露されず終いとなった。
こちらも本物たちを圧倒し、22%強化されている気がするとまで言わしめたが、その強化された出力を3体合わせてもなお、イーターからは「バッタモンである以上オリジナルの新商品には勝てない」と切って捨てられた挙句、助っ人に駆けつけたキャプテンシャークに3体まとめて一撃で破壊された。

## メカニック
冒険セット
ドランがタクヤたちに与えた3つのアイテム。主にパワーストーン探索の際に活用される他、グレートゴルドランへの合体指令にも用いられる。
ゴルドシーバー
タクヤが所持する通信機で、ドランとの通信の際に使われる。本体はレジェンドラの紋章を模した形状のバッジとなっており、普段は左胸に付けられている。
ゴルドライト
カズキが所持する懐中電灯で、パワーストーン探索の際に役立てられる。
ゴルドスコープ
ダイが所持する双眼鏡で、パワーストーンの在処にまつわるヒントを表示する機能が備わっている。

## スタッフ
- 企画 - サンライズ
- 原作 - 矢立肇
- シリーズ構成 - 川崎ヒロユキ
- キャラクターデザイン - 高谷浩利
- メカデザイン - 大河原邦男
- ゲストメカデザイン - 秋元浩志、デザインメイト
- デザイン協力 - 鈴木勤
- 美術監督 - 岡田有章
- 色彩設計 - 甲斐けいこ
- 撮影監督 - 松沢宏明、森夏子
- 音響監督 - 千葉耕市
- 音楽 - 松尾早人
- 監督 - 高松信司
- プロデューサー - 加古均（名古屋テレビ）、小原麻美（東急エージェンシー）、高森宏治（サンライズ）
- 制作 - 名古屋テレビ、東急エージェンシー、サンライズ

## 主題歌
オープニングテーマ「僕らの冒険（アドベンチャー）」（2 - 48話）
作詞 - 白峰美津子 / 作曲 - 鶴由雄 / 編曲 - 田中裕千・武藤祐生 / 歌 - A-mi
第1話と第48話（最終回）ではEDとして使用され、後者では各エピソードに登場したゲストキャラクターも合わせてのメッセージで締められた。
当初のオープニング映像には、前出の「おもちゃにやさしいアニメ」というフレーズがサブリミナルメッセージとして差し込まれていたが、放送期間中の1995年5月に『シティーハンター3』でのサブリミナル問題が明るみになったのを受け、第14話以降のオープニング映像からは前述のサブリミナルメッセージも削除されている。
エンディングテーマ「気楽にいこう！」（2 - 47話）
作詞 - 只野菜摘 / 作曲 - 鴨井学 / 編曲 - 林有三・CHOKKAKU / 歌 - 村田和美
挿入歌「タイムマシンはないけれど」
作詞 - 横山武 / 作曲 - 田中裕千 / 編曲 - 田中裕千・武藤祐生歌 / 歌 - A-mi

## 各話リスト
| 放送日        | 話数 | サブタイトル                              | 脚本                  | 絵コンテ         | 演出             | 作画監督            |
| ------------- | ---- | ----------------------------------------- | --------------------- | ---------------- | ---------------- | ------------------- |
| 1995年 2月4日 | 1    | 目覚めよ!黄金勇者                         | 川崎ヒロユキ          | 高松信司         | 南康宏           | 高谷浩利            |
| 2月11日       | 2    | その名はアドベンジャー                    | 川崎ヒロユキ          | ワタナベシンイチ | ワタナベシンイチ | 寺岡巌              |
| 2月18日       | 3    | 南の島で大冒険!                           | 川崎ヒロユキ          | 菊地一仁         | 菱川直樹         | 佐々門信芳          |
| 2月25日       | 4    | ぐるぐるジャングル大追跡!                 | あみやまさはる        | 杉島邦久         | 杉島邦久         | 柳沢テツヤ          |
| 3月4日        | 5    | 恋は過激な火の玉レース!                   | 野呂昌史 川崎ヒロユキ | 菊地一仁         | 山口祐司         | 久行宏和 (中村プロ) |
| 3月11日       | 6    | 花のお江戸で捕物控                        | 荒木憲一              | 南康宏           | 南康宏           | 寺岡巌              |
| 3月18日       | 7    | 超初恋で大合体!                           | 川崎ヒロユキ          | ワタナベシンイチ | ワタナベシンイチ | 高谷浩利            |
| 3月25日       | 8    | 奪われたパワーストーン                    | 菅良幸                | 菱川直樹         | 菱川直樹         | 佐々門信芳          |
| 4月1日        | 9    | 本日休日やっぱ海賊!?                      | あみやまさはる        | 杉島邦久         | 杉島邦久         | 柳沢テツヤ          |
| 4月8日        | 10   | 燃えよ!チビドラゴン                       | 菅良幸                | 山口祐司         | 山口祐司         | 寺岡巌              |
| 4月15日       | 11   | 出現!超ド級要塞ロボ                       | 荒木憲一              | 菊地一仁         | 南康宏           | 佐々門信芳          |
| 4月22日       | 12   | とけて流れりゃ大混乱                      | 山田靖智              | ワタナベシンイチ | ワタナベシンイチ | 佐藤敬一            |
| 4月29日       | 13   | たのしい?!幼稚園                          | 山田靖智              | 菱川直樹         | 菱川直樹         | 高谷浩利            |
| 5月6日        | 14   | 黄金忍者参上!                             | 川崎ヒロユキ          | 杉島邦久         | 杉島邦久         | 寺岡巌              |
| 5月13日       | 15   | 大空合体! スカイゴルドラン                | 菅良幸                | 山口祐司         | 山口祐司         | 柳沢テツヤ          |
| 5月20日       | 16   | 恋する乙女は一億メガトン                  | 荒木憲一              | 南康宏           | 南康宏           | サトウケイイチ      |
| 5月27日       | 17   | ミチル先生危機一髪!?                      | 菅良幸                | ワタナベシンイチ | ワタナベシンイチ | 佐々門信芳          |
| 6月3日        | 18   | 異次元世界の大統領                        | 荒木憲一              | 菊地一仁         | 菱川直樹         | 寺岡巌              |
| 6月10日       | 19   | フェニックスをつかまえろ                  | 山田靖智              | 杉島邦久         | 杉島邦久         | 平岡正幸            |
| 6月17日       | 20   | ワルターの大冒険                          | あみやまさはる        | 山口祐司         | 山口祐司         | 柳沢テツヤ          |
| 6月24日       | 21   | パニック列車で名推理                      | 川崎ヒロユキ          | 菱川直樹         | 菱川直樹         | サトウケイイチ      |
| 7月1日        | 22   | 超白銀（シルバー）合体 ゴッドシルバリオン | 川崎ヒロユキ          | ワタナベシンイチ | ワタナベシンイチ | 寺岡巌              |
| 7月8日        | 23   | 無人島だよサバイバル!                     | 菅良幸                | 南康宏           | 南康宏           | 逢坂浩司            |
| 7月15日       | 24   | 友情の逆転シュート                        | 菅良幸                | 杉島邦久         | 杉島邦久         | 佐々門信芳          |
| 7月22日       | 25   | 夏の怪奇シリーズ 猫島奇談                 | あみやまさはる        | 山口祐司         | 山口祐司         | 柳沢テツヤ          |
| 7月29日       | 26   | 勇者調査指令                              | 川崎ヒロユキ          | 菱川直樹         | 菱川直樹         | 高谷浩利            |
| 8月5日        | 27   | ゴルゴン強奪作戦                          | 荒木憲一              | ワタナベシンイチ | ワタナベシンイチ | 寺岡巌              |
| 8月12日       | 28   | 黄金将軍レオン推参!                       | 山田靖智              | 菊地一仁         | 南康宏           | 室井聖人            |
| 8月19日       | 29   | 激闘!レオンカイザー                       | あみやまさはる        | 杉島邦久         | 杉島邦久         | 佐々門信芳          |
| 8月26日       | 30   | 集結!8人の勇者                            | 川崎ヒロユキ          | 山口祐司         | 菱川直樹         | 柳沢テツヤ          |
| 9月9日        | 31   | 黄金獣合体 グレートゴルドラン             | 川崎ヒロユキ          | 高松信司         | 南康宏           | 寺岡巌              |
| 9月16日       | 32   | 緑の星の聖戦士                            | 菅良幸                | 菱川直樹         | 菱川直樹         | 高谷浩利            |
| 9月23日       | 33   | 誕生子連れ勇者                            | 荒木憲一              | ワタナベシンイチ | ワタナベシンイチ | 佐々門信芳          |
| 9月30日       | 34   | まぼろしの青空                            | 山田靖智              | 杉島邦久         | 杉島邦久         | 室井聖人            |
| 10月7日       | 35   | 掟破りの新勇者                            | 川崎ヒロユキ          | 山口祐司         | 山口祐司         | 寺岡巌              |
| 10月14日      | 36   | 強いぞ!鮫船長（キャプテンシャーク）       | 川崎ヒロユキ          | 菊地一仁         | 菱川直樹         | 柳沢テツヤ          |
| 10月21日      | 37   | さらば黄金勇者 －レジェンドラよ、永遠に－ | あみやまさはる        | ワタナベシンイチ | ワタナベシンイチ | 高谷浩利            |
| 11月4日       | 38   | 歌え!勇者隊                               | 菅良幸                | 南康宏           | 南康宏           | 佐々門信芳          |
| 11月11日      | 39   | 驚異の新合体技                            | 荒木憲一              | 杉島邦久         | 杉島邦久         | 寺岡巌              |
| 11月18日      | 40   | おこさまランド                            | 山田靖智              | 菱川直樹         | 菱川直樹         | なかじまちゅうじ    |
| 11月25日      | 41   | 夢の惑星                                  | 松井亜弥              | 山口祐司         | 山口祐司         | 柳沢テツヤ          |
| 12月2日       | 42   | 天から来た勇者                            | 松井亜弥              | 菊地一仁         | 南康宏           | 高谷浩利            |
| 12月9日       | 43   | 奇跡の超必殺技                            | 山田靖智              | ワタナベシンイチ | ワタナベシンイチ | 寺岡巌              |
| 12月16日      | 44   | 裏切りの門                                | あみやまさはる        | 杉島邦久         | 杉島邦久         | 佐々門信芳          |
| 12月23日      | 45   | 限りなき敗北                              | 菅良幸                | 菊地一仁         | 菱川直樹         | 室井聖人            |
| 1996年 1月6日 | 46   | 絶対の孤独                                | 川崎ヒロユキ          | 高松信司         | 南康宏           | 柳沢テツヤ          |
| 1月20日       | 47   | 本当のエナジー                            | 川崎ヒロユキ          | 高松信司         | 菱川直樹         | 寺岡巌              |
| 1月27日       | 48   | 冒険がはじまる!                           | 川崎ヒロユキ          | 高松信司         | 高松信司         | 高谷浩利            |

※以下の話数では次回予告に代わり、プレゼントのお知らせが放送されている。
- 15話：番組特製テレホンカード（100名）
- 32話：EDテーマ『気楽にいこう!』CD（100名・村田和美が告知）
- 37話：スーパーゴールドヴァージョンSTD黄金合体ゴルドラン（20名・全身金メッキ版）
- 40話：空影・レオンカイザーのテレホンカード（2枚セットを50名）

このうち37話と40話は、前半のアイキャッチにもエンディングでのプレゼント告知の予告が挿入された。

## 放送局
| 放送対象地域                                               | 放送局           | 系列                                         | ネット形態 | 備考               |
| ---------------------------------------------------------- | ---------------- | -------------------------------------------- | ---------- | ------------------ |
| 中京広域圏                                                 | 名古屋テレビ     | テレビ朝日系列                               | 制作局     |                    |
| 関東広域圏                                                 | テレビ朝日       | テレビ朝日系列                               | 同時ネット |                    |
| 北海道                                                     | 北海道テレビ     | テレビ朝日系列                               | 同時ネット |                    |
| 青森県                                                     | 青森朝日放送     | テレビ朝日系列                               | 同時ネット |                    |
| 宮城県                                                     | 東日本放送       | テレビ朝日系列                               | 同時ネット |                    |
| 秋田県                                                     | 秋田朝日放送     | テレビ朝日系列                               | 同時ネット |                    |
| 山形県                                                     | 山形テレビ       | テレビ朝日系列                               | 同時ネット |                    |
| 福島県                                                     | 福島放送         | テレビ朝日系列                               | 同時ネット |                    |
| 新潟県                                                     | 新潟テレビ21     | テレビ朝日系列                               | 同時ネット |                    |
| 長野県                                                     | 長野朝日放送     | テレビ朝日系列                               | 同時ネット |                    |
| 静岡県                                                     | 静岡朝日テレビ   | テレビ朝日系列                               | 同時ネット |                    |
| 富山県                                                     | 富山テレビ       | フジテレビ系列                               | 遅れネット |                    |
| 石川県                                                     | 北陸朝日放送     | テレビ朝日系列                               | 同時ネット |                    |
| 近畿広域圏                                                 | 朝日放送         | テレビ朝日系列                               | 先行放送   | [ 注 16 ]          |
| 広島県                                                     | 広島ホームテレビ | テレビ朝日系列                               | 同時ネット |                    |
| 山口県                                                     | 山口朝日放送     | テレビ朝日系列                               | 同時ネット |                    |
| 香川県 岡山県                                              | 瀬戸内海放送     | テレビ朝日系列                               | 同時ネット |                    |
| 愛媛県                                                     | テレビ愛媛       | フジテレビ系列                               | 遅れネット | 1995年3月まで      |
| 愛媛県                                                     | 愛媛朝日テレビ   | テレビ朝日系列                               | 同時ネット | 1995年4月開局から  |
| 高知県                                                     | テレビ高知       | TBS系列                                      | 遅れネット |                    |
| 徳島県                                                     | 四国放送         | 日本テレビ系列                               | 遅れネット |                    |
| 福岡県                                                     | 九州朝日放送     | テレビ朝日系列                               | 同時ネット |                    |
| 長崎県                                                     | 長崎文化放送     | テレビ朝日系列                               | 同時ネット |                    |
| 熊本県                                                     | 熊本朝日放送     | テレビ朝日系列                               | 同時ネット |                    |
| 大分県                                                     | 大分朝日放送     | テレビ朝日系列                               | 同時ネット |                    |
| 宮崎県                                                     | テレビ宮崎       | フジテレビ系列 日本テレビ系列 テレビ朝日系列 | 遅れネット |                    |
| 鹿児島県                                                   | 鹿児島放送       | テレビ朝日系列                               | 同時ネット |                    |
| 沖縄県                                                     | 琉球放送         | TBS系列                                      | 遅れネット | 1995年9月まで      |
| 沖縄県                                                     | 琉球朝日放送     | テレビ朝日系列                               | 同時ネット | 1995年10月開局から |
| 未放送地域：岩手県・山梨県・福井県・鳥取県・島根県・佐賀県 |                  |                                              |            |                    |

## 関連商品

### 玩具・食玩・その他立体物
玩具
タカラ（現・タカラトミー）
- DX黄金合体 ゴルドラン
- DX黄金忍者 空影
- DX獣王合体 レオンカイザー
- DX黄金獣合体 グレートゴルドラン（ゴルドラン・空影・レオンカイザーのセット）
- ゴルドランの贈り物 黄金冒険セット（ゴルドシーバー・ゴルドライト・ゴルドスコープのセット）
- DX鋼鉄武装 アドベンジャー
- 白銀合体1 空の騎士 ジェットシルバー
- 白銀合体2 星の騎士 スターシルバー
- 白銀合体3 大地の騎士 ドリルシルバー
- 白銀合体4 炎の騎士 ファイヤーシルバー
- DX白銀合体 シルバリオン（ジェットシルバー・スターシルバー・ドリルシルバーのセット）
- DX超白銀合体 ゴッドシルバリオン（ジェットシルバー・スターシルバー・ドリルシルバー・ファイヤーシルバーのセット）
- DX海賊戦艦 キャプテンシャーク
- 飛行要塞 デスギャリガン（『トランスフォーマー リターン・オブ・コンボイ』に登場したスカイギャリーの塗装変更品、付属しているミサイルギアはショットボンバーの塗装変更品）
- パワーコレクション（スイッチ操作で腕を動かすギミックを加えた廉価版）
  - No.1 ドラン稲妻斬り
  - No.2 ジェットシルバー音速突き
  - No.3 スターシルバー流星斬り
  - No.4 ドリルシルバー大切断

- 黄金勇者ドラン（廉価版・非変形のフィギュア）
- STD（スタンダード）黄金合体 ゴルドラン（ドランはビークル・ロボット両形態への変形可。本体はゴルゴンへの変形不可）
- STD獣王合体 レオンカイザー ＆ 黄金忍者 空影（スカイレオンカイザーへの合体および、レオンのビークル・ロボット両形態への変形はいずれも可。レオンカイザー本体のカイザーへの変形および、空影の鳥形態への変形は不可）
- STD黄金獣合体 グレートゴルドラン（STDゴルドラン・同レオンカイザー・同空影のセット）
- 超勇者復古烈伝 BR-05 グレートゴルドラン（2006年に発売された、通販限定のDX玩具復刻版。ほぼ全体への金メッキを実現している）

食玩
カバヤ食品
- ゴルドランガム
  - 第1弾 ドラン、ジェットシルバー、スターシルバー、ドリルシルバー（いずれもビークル形態への変形可。白銀騎士団はシルバリオンへ合体可）
  - 第2弾 スカイゴルドラン（空影の分離のみ可）、空影（変形可）、ファイヤーシルバー（変形可）、ゴッドシルバリオン
  - 第3弾 グレートゴルドラン、レオン（変形可）、レオンカイザー（レオンの分離・ビークル形態への変形可）、キャプテンシャーク（変形可）

- ゴルドランチョコ
  - 第1弾 ドラン、ゴルゴン、シルバリオン、ジェットシルバー、スターシルバー、ドリルシルバー
  - 第2弾 ゴッドシルバリオン、ファイヤーシルバー、空影、アドベンチャー
  - 第3弾 グレートゴルドラン、レオン、レオンカイザー、スカイゴルドラン、キャプテンシャーク

- BIGゴルドランガム
  - 第1弾 ゴルドラン、アドベンジャー
  - 第2弾 スカイゴルドラン、レオンカイザー

- 勇者伝説ブレイブガム
  - シルバリオン（第2弾にて発売）

バンダイ
- 勇者列伝COLLECTION2
  - ゴルドラン（第2弾として発売）

- SMP 黄金勇者ゴルドラン
  - 黄金剣士ドラン（スポーツカー形態に変形可能）と黄金竜ゴルゴンのセット品。
  - 空影（プレミアムバンダイ・キャンディトイオンラインショップ限定）（黄金の鳥形態に変形可能な他、ゴルドランと組み合わせでスカイゴルドランに合体可能）
  - レオンカイザー（プレミアムバンダイ・キャンディトイオンラインショップ限定）（黄金将軍レオン（ジェット機形態に変形可能）と黄金獣カイザーのセット品。ゴルドラン、空影と組み合わせでグレートゴルドランに合体可能）

プラモデル
コトブキヤ
- スカイゴルドラン（パーツ選択でゴルドラン、ゴルソドランの形態に組み換え可能。既存のコトブキヤ製品との互換機能あり）
- ドラン&グレートパーツ（上記スカイゴルドランと組み合わせることでグレートゴルドランにすることが可能）
- グレートゴルドラン ゴールドメッキVer.（コトブキヤショップ限定品。必殺技発動状態をイメージした金メッキ仕様。パーツ選択でゴルドラン、スカイゴルドラン、グレートゴルドランに組み換え可能）

アクションフィギュア
シーエムズコーポレーション
- メカアクションシリーズ ゴルドラン

### 映像・音楽ソフト
CD
ビクターエンタテインメント
- 黄金勇者ゴルドラン VOl.1（1995年6月21日）サウンドトラック。
- 黄金勇者ゴルドラン VOl.2（1995年11月22日）
- 『黄金勇者ゴルドラン』― ワルター・ワルザックの大冒険（1995年9月21日）ドラマCD。
- 『黄金勇者ゴルドラン』― CDサウンド・ムービー・ショウ〜華麗な探偵 ワルザック・ブラザーズ 〜死神の逆位（1996年1月1日）

VHS
ビクターエンタテインメント
- 黄金勇者ゴルドラン（1995年7月28日 - 1996年1月26日、全5巻、各巻4話収録）

テレビシリーズのうち、第20話までをソフト化。
DVD
バンダイビジュアル
- 黄金勇者ゴルドラン BRAVE-BOX（2005年10月28日、全48話収録、8枚組）
- 黄金勇者ゴルドラン メモリアルボックス（2009年12月22日、全48話収録、8枚組）

### ゲーム
いずれも、タカラより発売の客演作品。
PlayStation
- 『新世代ロボット戦記ブレイブサーガ』

テレビシリーズ中盤のストーリーをアレンジして収録。
- 『ブレイブサーガ2』

同作品では、テレビシリーズでのソドラ王のエピソードを下敷きとしたサイドストーリーが用意されており、作中にてソドラ女王が「前作のゲームを遊んで研究した成果」として、『勇者エクスカイザー』から『勇者指令ダグオン』、さらには『勇者聖戦バーンガーン』までの主役ロボットの偽物を差し向けてくる。
ゲームボーイカラー
- 『ブレイブサーガ 新章 アスタリア』

### 漫画
- テレビランド連載 作画：相原和典
- てれびくん連載 作画：こいしさとし